# Andrew MacDonald (Eishockeyspieler)
Andrew MacDonald (* 7. September 1986 in Judique, Nova Scotia) ist ein ehemaliger kanadischer Eishockeyspieler, der im Verlauf seiner aktiven Karriere zwischen 2005 und 2020 unter anderem 609 Spiele für die New York Islanders und Philadelphia Flyers in der National Hockey League (NHL) auf der Position des Verteidigers bestritten hat.

## Karriere
Andrew MacDonald begann seine Karriere als Eishockeyspieler bei den Moncton Wildcats, für die er von 2005 bis 2007 in der kanadischen Ligue de hockey junior majeur du Québec (LHJMQ) aktiv war und mit denen er in der Saison 2005/06 die LHJMQ-Meisterschaft, die Coupe du Président gewann. Ein Jahr später wurde er in das All-Star-Team der Liga gewählt. In seiner Zeit bei den Wildcats wurde der Verteidiger im NHL Entry Draft 2006 in der sechsten Runde als insgesamt 160. Spieler von den New York Islanders ausgewählt, für deren Farmteam, die Bridgeport Sound Tigers, er von 2007 bis 2010 in der American Hockey League auf dem Eis stand. In der Saison 2007/08 kam er zudem zu 52 Einsätzen für die Utah Grizzlies aus der ECHL.
Nachdem MacDonald in der Saison 2008/09 seine ersten drei Spiele in der National Hockey League für die New York Islanders bestritt, in denen er punktlos blieb, steigerte er sich in der folgenden Spielzeit auf ein Tor und sechs Vorlagen in 46 NHL-Spielen für die Islanders. Auch zu Beginn der Saison 2010/11 gehörte MacDonald zum Stammkader der Islanders. Am 4. März 2014, kurz vor der Trade Deadline, wurde MacDonald im Tausch gegen Matt Mangene sowie zwei Wahlrechte für den NHL Entry Draft an die Philadelphia Flyers abgegeben. Bei den Flyers war der Verteidiger in der Folge über fünf Jahre aktiv, ehe sein auslaufender Vertrag im Sommer 2019 nicht verlängert wurde. Im Oktober 2019 unterzeichnete der Kanadier einen Vertrag bis zum Saisonende 2019/20 beim SC Bern mit Spielbetrieb in der Schweizer National League, den er Ende Februar 2020 vorzeitig auflöste. Nach der Spielzeit beendete der 33-Jährige seine aktive Karriere.

## Erfolge und Auszeichnungen
- 2006 Coupe-du-Président-Gewinn mit den Moncton Wildcats
- 2007 LHJMQ All-Star Team
- 2009 Teilnahme am AHL All-Star Classic
- 2019 Spengler-Cup-Gewinn mit dem Team Canada

## Karrierestatistik
(Legende zur Spielerstatistik: Sp oder GP = absolvierte Spiele; T oder G = erzielte Tore; V oder A = erzielte Assists; Pkt oder Pts = erzielte Scorerpunkte; SM oder PIM = erhaltene Strafminuten; +/− = Plus/Minus-Bilanz; PP = erzielte Überzahltore; SH = erzielte Unterzahltore; GW = erzielte Siegtore; 1 Play-downs/Relegation; Kursiv: Statistik nicht vollständig)